# Дрібномох Даваля
Дрібномох Даваля (Microbryum davallianum) — вид мохів порядку потіальних (Pottiales).

## Поширення
Батьківщиною є Європа, Африка, Північна Америка, Азія, Австралія, Нова Зеландія.

## Характеристика
Дистальні клітини пластинки поверхнево слабко опуклі. Коробочкові ніжки подовжені. Коробочка циліндрична. Спори зернисті, 28–39 мкм.